# Zonen en minnaars

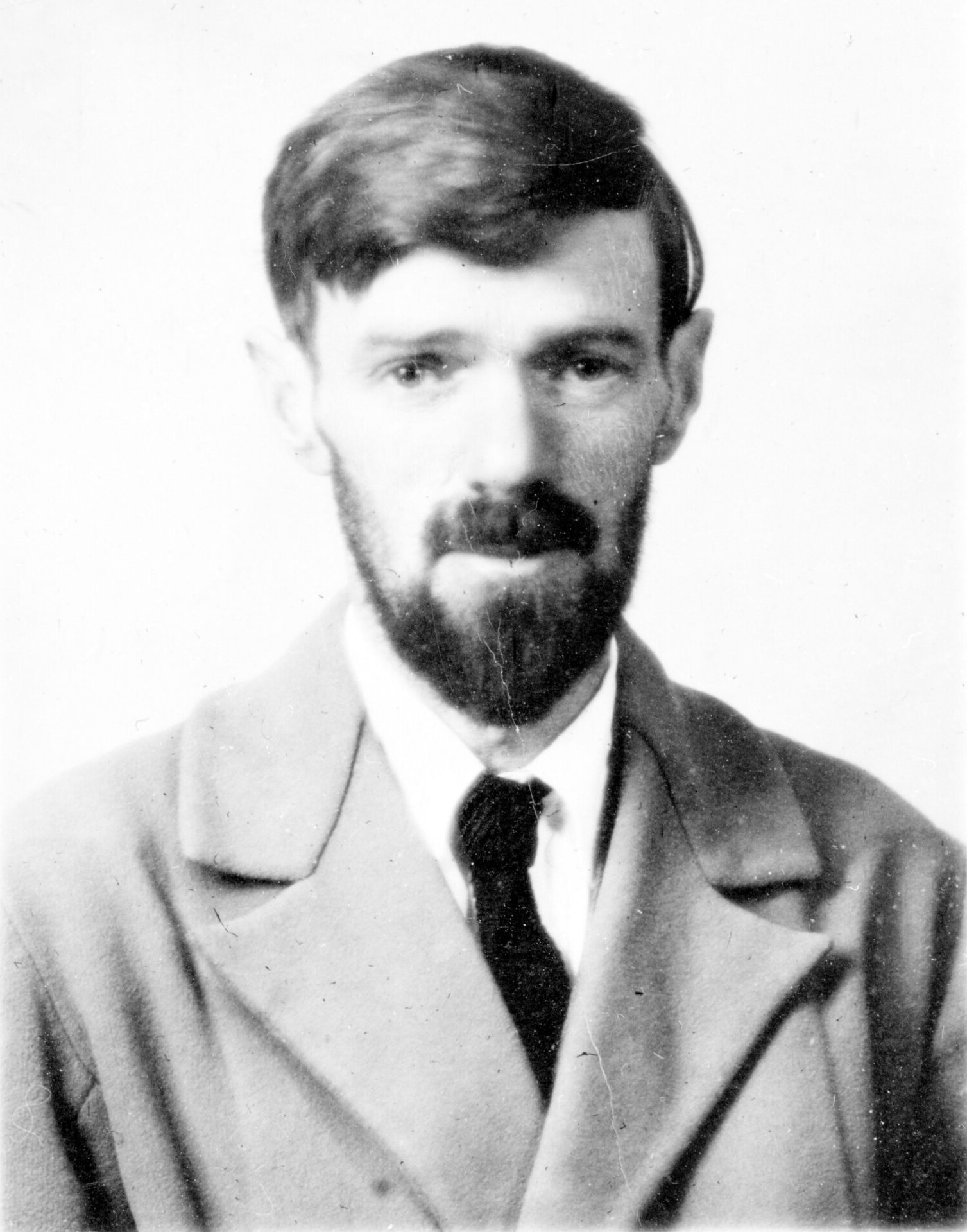
D.H. Lawrence

Zonen en minnaars (Engels: Sons and Lovers) is een boek van D.H. Lawrence (1885 - 1930). Het boek is uitgebracht in 1913 en valt binnen het genre van de autobiografische fictie.

## Verhaal
Mr en Mrs Morel leven in een huis in ‘The Bottoms’. Mr Morel komt uit een groot mijnarbeidersgezin. Hij is zelf ook mijnwerker en houdt van het werk in de mijn en het bezig zijn op zich. Mrs Morel komt uit een gezin in de hogere middenstand (over haar jeugd wordt verder niet uitgeweid). Ze had hem ontmoet in een kroeg tijdens kerstmis. Hier viel hij haar op als een typische arbeider, open en niet intellectueel, maar wel vriendelijk, grappig en vlot. Ze viel voor hem en binnen een jaar waren ze getrouwd. Het bleek geen gelukkig huwelijk: er was een continue strijd tussen hen. In eerste instantie was alles prima, maar Mr Morel bleek ronduit lomp te zijn en tevens dronk hij veel. Daarop krijgt hij ruzie met Mrs Morel, waarna hij wegloopt en zijn grief wegdrinkt in de kroeg. Dit gaat van kwaad tot erger.
Dat Mrs Morel niet vertrekt komt doordat ze samen vier kinderen krijgen, drie jongens en een meisje. In volgorde: William, Annie, Paul en Walter. William en Paul zijn de enige kinderen die goed in beeld komen. Mrs Morel heeft een voorkeur voor jongens. Zij zegt zelf dat ze zich als vrouw niet minderwaardig voelt, maar ze zegt wel dat ze trots is dat ze de moeder is van een zoon in plaats van een dochter.

### William
William is de oudste zoon van de Morels en is aantrekkelijk en intelligent. Hij heeft het in zijn jeugd nogal te verduren door pesterijen van zijn vader. Hij probeert Mrs Morel indirect te raken door haar zoon te pesten. William is duidelijk op de hand van zijn moeder. Later gaat William naar school waar hij het erg goed doet. Hij is de beste van zijn school en snapt alles snel. Hierna volgt hij een lerarenopleiding, maar hij is geen goede leraar. Hij is zeer ongeduldig, aangezien hij alles snel snapt en zijn leerlingen niet. Hij besluit als kantoorklerk te werken en hij geeft zijn moeder maandelijks een bedrag. Hij werkt dan in Nottingham. Hier gaat hij om met de gegoede middenklasse. Hij ontmoet veel meisjes, maar met niemand is het serieus. Hierna kan hij doorgroeien tot Londen. Hij verdient een fors bedrag per maand, maar stuurt niets meer naar zijn moeder. Zijn moeder neemt hem dat kwalijk, maar William geeft alles uit aan feestjes en dergelijke. Terwijl William in Londen is, krijgt hij bronchitis. Zijn ouders vertrekken gelijk naar Londen om hem bij te staan. Iedereen denkt dat hij het redt, maar hij sterft. Zijn moeder is hier zeer verdrietig over. Doordat Paul dan echter ook heel ziek is, besteedt ze alle aandacht aan hem, hierdoor komt ze over het verdriet van William heen.

### Annie
Annie heeft geen belangrijke rol in het boek. Ze blijft wel tot het einde in het verhaal, maar staat waarschijnlijk voor de machteloosheid van vrouwen. Mrs Morel kijkt niet haar om. Ze trouwt in het verhaal, maar daar wordt verder geen aandacht aan besteed.

### Paul
Paul is in het boek het belangrijkste kind. Hij is erg op de hand van zijn moeder. In zijn jeugd trekt heel veel met haar op en trekt zich haar verdriet erg aan. Hij doet het goed op school, niet zo goed als William, maar wel goed. Na zijn basisschool weet hij niet wat hij wil worden. Hij kan goed tekenen, maar hij denkt dat hij daar geen geld mee kan verdienen. Hij wordt ook kantoorklerk, echter niet zo’n belangrijke. Hij ontmoet twee meisjes Clara en Miriam. Hij kan niet tussen hen kiezen en wil dat eigenlijk ook niet, hij wil namelijk voor zijn moeder kiezen. Om die keuze voor zijn moeder of een van de twee meisjes draait het grootste deel van het boek. Hij kiest in zijn jeugd voor zijn moeder, later tijdens zijn adolescentie voor de meisjes, hij trouwt echter niet met een van hen, daarna kiest hij weer voor zijn moeder. Aan het eind van het boek, na de keuze, sterft Mrs Morel. Na deze dood wil Clara hem niet meer. Miriam wil hem wel half, maar ze wil dat hij de keuze maakt. Paul wil deze keuze niet maken, hier stopt het boek.

### Walter
Walter is het laatste kind, over hem is bijna niets bekend. Hij heeft in het leger gezeten en is teruggekomen, wat er daarna met hem is gebeurd, wordt niet verteld.